# Moscos Islands
Moscos Islands är öar i Myanmar.   De ligger i regionen Taninthayiregionen, i den södra delen av landet, 700 km söder om huvudstaden Naypyidaw.